# Juan Soriano
Juan Soriano Oropesa (Benacazón, 23 agosto 1997) è un calciatore spagnolo, portiere del Leganés.

## Carriera

### Club
Cresciuto nelle giovanili del Siviglia B, ha esordito in seconda squadra, il 21 agosto 2016 in occasione del match di campionato pareggiato 3-3 contro il Girona.

### Nazionale
Ha militato nelle nazionali giovanili spagnole facendo tutta la trafila, il 27 marzo 2018, ha debuttato con la Spagna Under-21, nella partita valida alla qualificazione per l'Europeo 2019, vinta per 3-1 contro i pari età dell'Estonia.

## Statistiche

### Presenze e reti nei club
Statistiche aggiornate al 4 aprile 2025.
| Stagione                 | Squadra                  | Campionato               | Campionato | Campionato | Coppe nazionali | Coppe nazionali | Coppe nazionali | Coppe continentali | Coppe continentali | Coppe continentali | Altre coppe | Altre coppe | Altre coppe | Totale | Totale | Totale |
| Stagione                 | Squadra                  | Comp                     | Pres       | Reti       | Comp            | Pres            | Reti            | Comp               | Pres               | Reti               | Comp        | Pres        | Reti        | Pres   | Reti   |        |
| ------------------------ | ------------------------ | ------------------------ | ---------- | ---------- | --------------- | --------------- | --------------- | ------------------ | ------------------ | ------------------ | ----------- | ----------- | ----------- | ------ | ------ | ------ |
| 2016-2017                | Siviglia Atlético        | SD                       | 6          | -13        | -               | -               | -               | -                  | -                  | -                  | -           | -           | -           | 6      | -13    |        |
| 2017-2018                | Siviglia Atlético        | SD                       | 26         | -31        | -               | -               | -               | -                  | -                  | -                  | -           | -           | -           | 26     | -31    |        |
| Totale Siviglia Atlético | Totale Siviglia Atlético | Totale Siviglia Atlético | 32         | -44        |                 | -               | -               |                    | -                  | -                  |             | -           | -           | 32     | -44    |        |
| 2018-2019                | Siviglia                 | PD                       | 4          | -2         | CR              | 6               | -8              | UEL                | 1                  | 0                  | -           | -           | -           | 11     | -10    |        |
| 2019-2020                | Leganés                  | PD                       | 11         | -18        | CR              | 3               | -1              |                    | -                  | -                  |             | -           | -           | 14     | -19    |        |
| 2020-2021                | Malaga                   | SD                       | 18         | -17        | CR              | 2               | -2              |                    | -                  | -                  |             | -           | -           | 20     | -19    |        |
| 2021-2022                | Tenerife                 | SD                       | 45         | -39        | CR              | 0               | 0               |                    | -                  | -                  |             | -           | -           | 45     | -39    |        |
| 2022-2023                | Tenerife                 | SD                       | 42         | -37        | CR              | 0               | 0               |                    | -                  | -                  |             | -           | -           | 42     | -37    |        |
| 2023-2024                | Tenerife                 | SD                       | 40         | -38        | CR              | 0               | 0               |                    | -                  | -                  |             | -           | -           | 40     | -38    |        |
| Totale Tenerife          | Totale Tenerife          | Totale Tenerife          | 127        | -114       |                 | 0               | 0               |                    | -                  | -                  |             | -           | -           | 127    | -114   |        |
| 2024-2025                | Leganés                  | PD                       | 6          | -7         | CR              | 5               | -9              |                    | -                  | -                  |             | -           | -           | 11     | -16    |        |
| Totale Leganés           | Totale Leganés           | Totale Leganés           | 17         | -25        |                 | 8               | -10             |                    | -                  | -                  |             | -           | -           | 25     | -35    |        |
| Totale carriera          | Totale carriera          | Totale carriera          | 198        | -202       |                 | 16              | -20             |                    | 1                  | 0                  |             | -           | -           | 215    | -222   |        |

### Cronologia presenze e reti in nazionale
| Cronologia completa delle presenze e delle reti in nazionale ― Spagna under 21 | Cronologia completa delle presenze e delle reti in nazionale ― Spagna under 21 | Cronologia completa delle presenze e delle reti in nazionale ― Spagna under 21 | Cronologia completa delle presenze e delle reti in nazionale ― Spagna under 21 | Cronologia completa delle presenze e delle reti in nazionale ― Spagna under 21 | Cronologia completa delle presenze e delle reti in nazionale ― Spagna under 21 | Cronologia completa delle presenze e delle reti in nazionale ― Spagna under 21 | Cronologia completa delle presenze e delle reti in nazionale ― Spagna under 21 |
| Data                                                                           | Città                                                                          | In casa                                                                        | Risultato                                                                      | Ospiti                                                                         | Competizione                                                                   | Reti                                                                           | Note                                                                           |
| ------------------------------------------------------------------------------ | ------------------------------------------------------------------------------ | ------------------------------------------------------------------------------ | ------------------------------------------------------------------------------ | ------------------------------------------------------------------------------ | ------------------------------------------------------------------------------ | ------------------------------------------------------------------------------ | ------------------------------------------------------------------------------ |
| 27-3-2018                                                                      | Ponferrada                                                                     | Spagna under 21                                                                | 3 – 1                                                                          | Estonia under 21                                                               | Qual. Europeo Under-21 2019                                                    | 1                                                                              |                                                                                |
| Totale                                                                         |                                                                                | Presenze                                                                       | 1                                                                              |                                                                                | Reti                                                                           | -1                                                                             |                                                                                |